# ポリヒドロキシ酪酸
| ポリヒドロキシ酪酸 Poly[(R)-3-hydroxybutyrate] | ポリヒドロキシ酪酸 Poly[(R)-3-hydroxybutyrate] |
| ---------------------------------------------- | ---------------------------------------------- |
| Poly-[(R)-3-hydroxybutyrate] (P3HB)の構造式    |                                                |
| 別名                                           | PHB P(3HB)                                     |
| 融点                                           | 175 °C                                         |

ポリヒドロキシ酪酸（ポリヒドロキシらくさん、polyhydroxybutyrate; PHB）は、3-ヒドロキシ酪酸（ケトン体）のポリエステルであり、ポリヒドロキシアルカン酸(PHA) の一種である。発見されて以来生分解性プラスチックとしての機能が注目されていたが、最近では食品やペットフードとしての応用も期待されている。

## PHBの海洋微生物による生産
ポリヒドロキシ酪酸（polyhydroxybutyrte; PHB）は海洋微生物などにおいて、エネルギー基質として細胞質に顆粒 (granule) として蓄積する。ある種の微生物においては細胞質の大部分をPHBで占めるものもある。PHBはこのような微生物から容易に抽出することができる。そのため生分解性プラスチック、再生医療のマトリックス材料及びペットフードなど様々な分野への活用が研究されている。

## PHBの生理作用
ポリヒドロキシ酪酸（polyhydroxybutyrte; PHB）には生物作用も報告されている。

## エビでの生理作用
節足動物での生理作用が最初に報告された。エビの一種（Artemia franciscana）では、熱ショックタンパク質 (HSP70) の誘導を介して病原体 (Vibrio campbellii) に対して耐性を与える。またバナメイエビ (Litopenaeus vannamei) ではmTOR経路を活性化して、腸内細菌を多様化させ、短鎖脂肪酸の産生を促進し成長を促進する。さらにウシエビ (Penaeus monodon) では成長を促進するとともに、免疫機能を活性化させ生存率を高める。

## 魚での生理作用
脊椎動物でも生理作用が報告されている。スズキ目の一種であるヨーロッパシーバス (European sea bass) では腸内細菌を多様化させることで成長を促進する。ナイルティラピア (Nile tilapia) では感染症への耐性が報告されている。

## 哺乳類での生理作用
哺乳類でも生理作用が報告されている。マウスにおいて、PHBには哺乳類のケトン体濃度を増加させて (生理的ケトーシス)、乳ガンを抑制する作用や肥満を改善する作用があると報告されている。ブタにおいて、下痢・軟便の抑制効果が有意に認められた。またラットの潰瘍性大腸炎モデルでは、血便が有意に減少した。強く炎症が生じる大腸下部（直腸部）において、有意にびらん（糜爛）および出血の抑制が観察された。

## 腸内細菌の調節
ポリヒドロキシ酪酸（polyhydroxybutyrte; PHB）は、腸内細菌の中で加水分解されてケトン体の産生を誘導し、その結果腸内細菌叢を酪酸菌優位にする作用もある（ケトバイオティクス）。その結果腸内細菌が低級脂肪酸（酢酸、プロピオン酸、乳酸及び酪酸）を産生し、腸内環境は弱酸になり、大腸菌などの悪玉菌の増殖を抑制する。酪酸菌は大腸のパイエル板において、マクロファージを活性化し、調節性Ｔ細胞 (Treg) を活性化し、自己免疫を抑制する。

## PHBの食品への応用
ポリヒドロキシ酪酸（polyhydroxybutyrte; PHB）はケトン体のポリエステルであるため、生理的ケトーシスを誘導することができる。腸内細菌の酵素により加水分解され、哺乳類のケトン体濃度を増加させることができる。ケトン体は抗肥満作用や抗ガン作用を持つため、健康食品としての開発が期待されている。また海外ではPHBはエビや魚の飼料としてすでに製品開発の途上である。

## ケトン供与体
ケトン供与体は消化管内でケトン体を放出して生理的ケトーシスを誘導するものと定義されるが、一分子から放出されるケトン体の数 (N) によって3種類に分けられる。ケトン体のナトリウム塩 (N=1) の他に、ケトンエステル (N=2) やポリヒドロキシ酪酸 (N>1000) などがある。ケトン供与体はケトン体の健康効果をヒトをはじめとした哺乳類に導入するためのツールとして今後健康食品やペットフードでの実用化が期待される。

## PHBの性質と産業利用
フランスの化学者・細菌学者モーリス・レモインが1925年に初めて単離し、性質を調べた。PHBはバチルス・メガテリウムやラルストニア・ユートロファ（アルカリゲネス・ユートロファス、ラルストニア属）などの様々な細菌または古細菌が、炭素源が豊富な環境において細胞内封入体として産生する。このポリマーは、炭素同化の一次産物であり、細胞内にエネルギー貯蔵物質として蓄えられ、他に利用可能な炭素源が無ければ代謝される。PHBの細菌による生合成反応は、2分子のアセチルCoAが重合してアセトアセチルCoAになる反応で始まり、次にそれが還元され3-ヒドロキシブチリルCoAとなり、これを前駆体としてポリマーが合成される経路がよく知られている。

### PHBの性質
水に不溶であり、ある程度の加水分解耐性がある。これは、現在利用されている他の生分解性プラスチックの多くが水溶性であり、湿気に弱いのとは異なる特長である。酸素透過性がよく紫外線耐性が高いが、酸とアルカリに弱い。クロロホルムや塩素化炭化水素に可溶。生体適合性があり、毒性もないので、医療への応用に適している。融点175℃でガラス転移温度は15℃である。引張強度40 Mpaであり、ポリプロピレンに近い。ポリプロピレンとは異なり水に沈むので、堆積物中で嫌気性分解されやすい。

### 産業利用
1980年代にインペリアル・ケミカル・インダストリーズ (ICI) がパイロットプラントレベルまで開発を進めたが、製造費用が高い一方で物性がポリプロピレンに及ばないことから興味を失った。1996年にモンサントがICI/ゼネカからポリマー製造に関する全ての特許を買収し、Biopolという商標でPHBをPHVとのコポリマーの販売を行った。しかし、モンサントは2001年にBiopolに関する権利を米国企業のYield10 Bioscience、以前はMetabolixに売却し、2004年始めには細菌からPHBを製造していた培養施設も閉鎖した。現在の焦点は細菌のかわりに植物からのPHB製造へ移っている。しかし、最近のマスコミの遺伝子組み換え作物に対する過剰な報道にも関わらず、モンサントのPHB産生用植物のニュースはない。微生物が産生するポリヒドロキシアルカン酸としては、ポリヒドロキシ吉草酸 (Polyhydroxy hvalerate、PHV) やポリヒドロキシカプロン酸 (Polyhydroxyhexanoate、PHH)、ポリヒドロキシカプリル酸 (Polyhydroxyoctanoate、PHO) およびそれらのコポリマーが知られている。